# Phaeochlaena subintrusa
Phaeochlaena subintrusa är en fjärilsart som beskrevs av W. Warren 1897. Phaeochlaena subintrusa ingår i släktet Phaeochlaena och familjen tandspinnare. Inga underarter finns listade i Catalogue of Life.